# Kiasma
Pour l’article ayant un titre homophone, voir Chiasma.
Le musée d'art contemporain Kiasma (en finnois : Nykytaiteen museo Kiasma) est un musée d'art contemporain situé dans le quartier de Kluuvi d'Helsinki, Finlande. Il se trouve en bordure de la place du citoyen, à proximité de la nouvelle bibliothèque centrale d'Helsinki Oodi et de la Maison de la musique.

## Architecture
L'architecte américain Steven Holl a conçu une structure qui fut acclamée pour son architecture originale. Le toit est recouvert de zinc, de titane et de cuivre, certains murs sont habillés de laiton rougi et de verre. L'intérieur est aménagé en espace ouvert sur 5 étages.
Il est la propriété de l'État finlandais par l'intermédiaire des propriétés du Sénat.

## Galerie

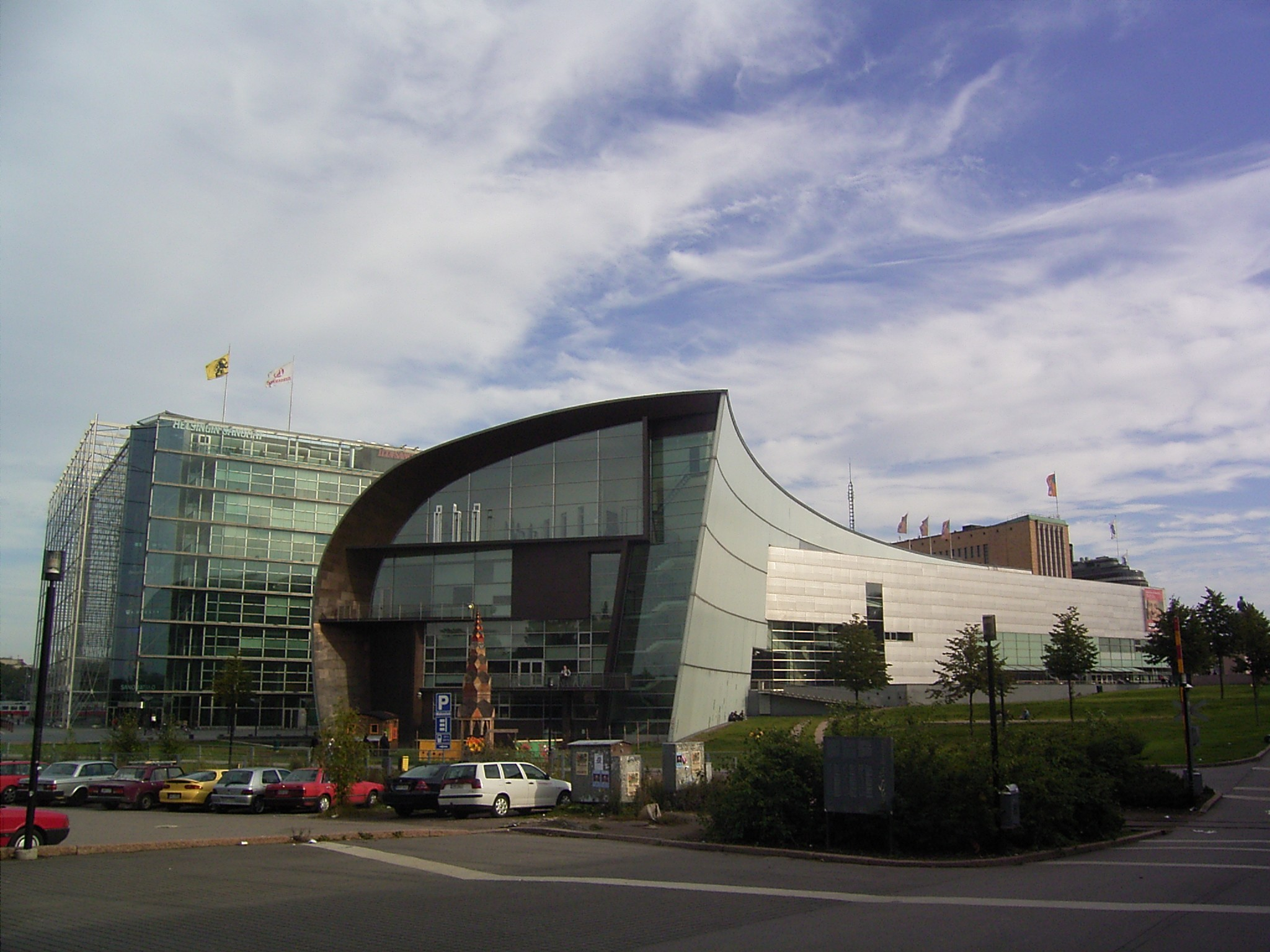
Vue extérieure du bâtiment.
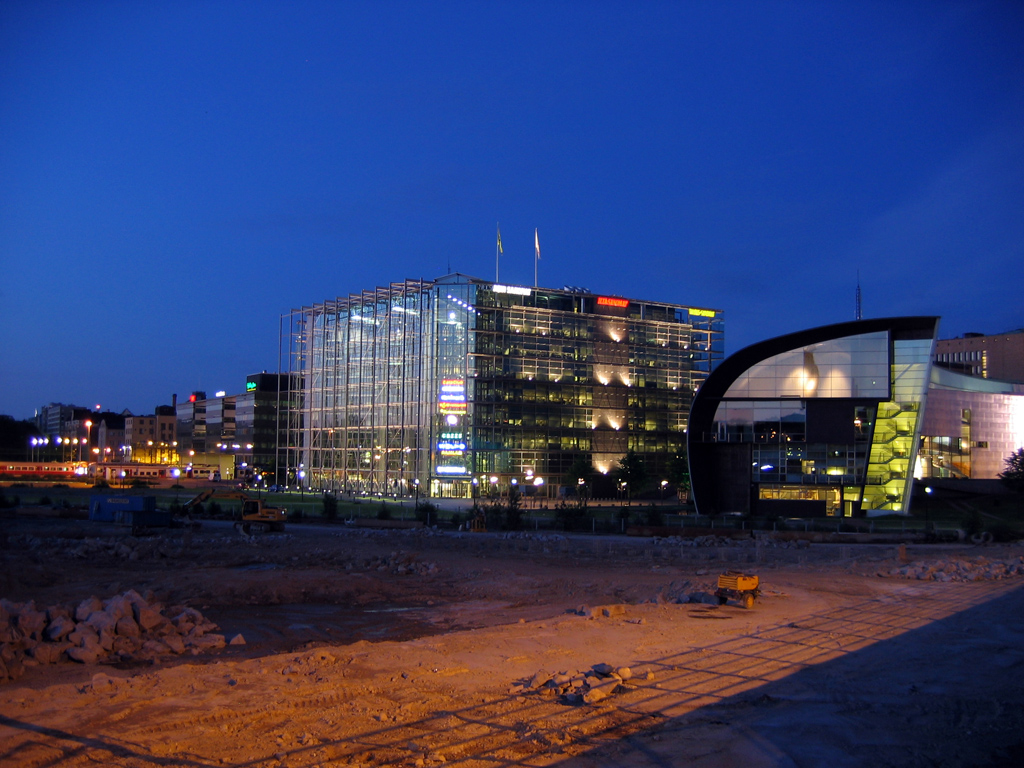
Vue nocturne du musée.
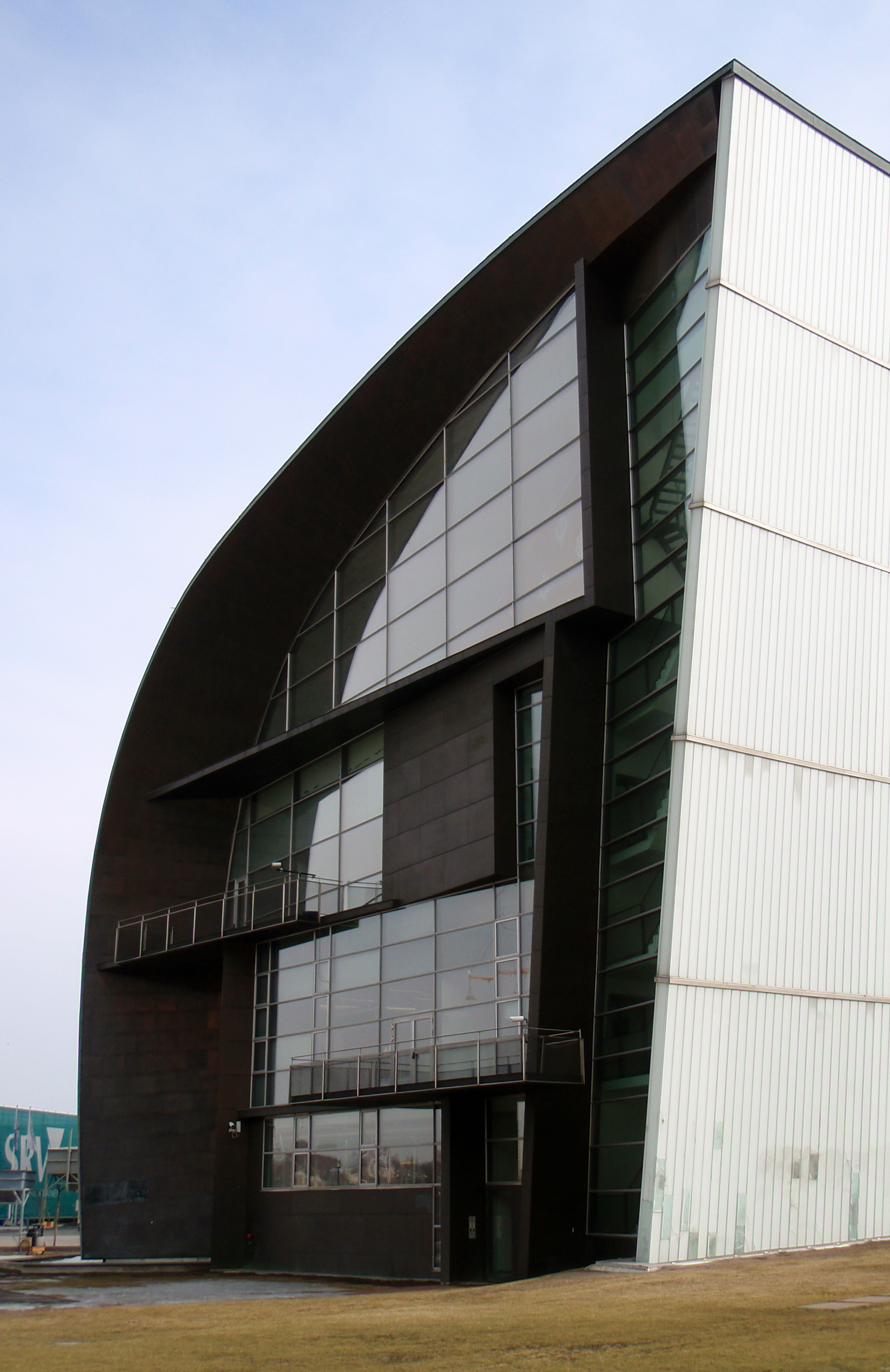
Bâtiment d'entrée.
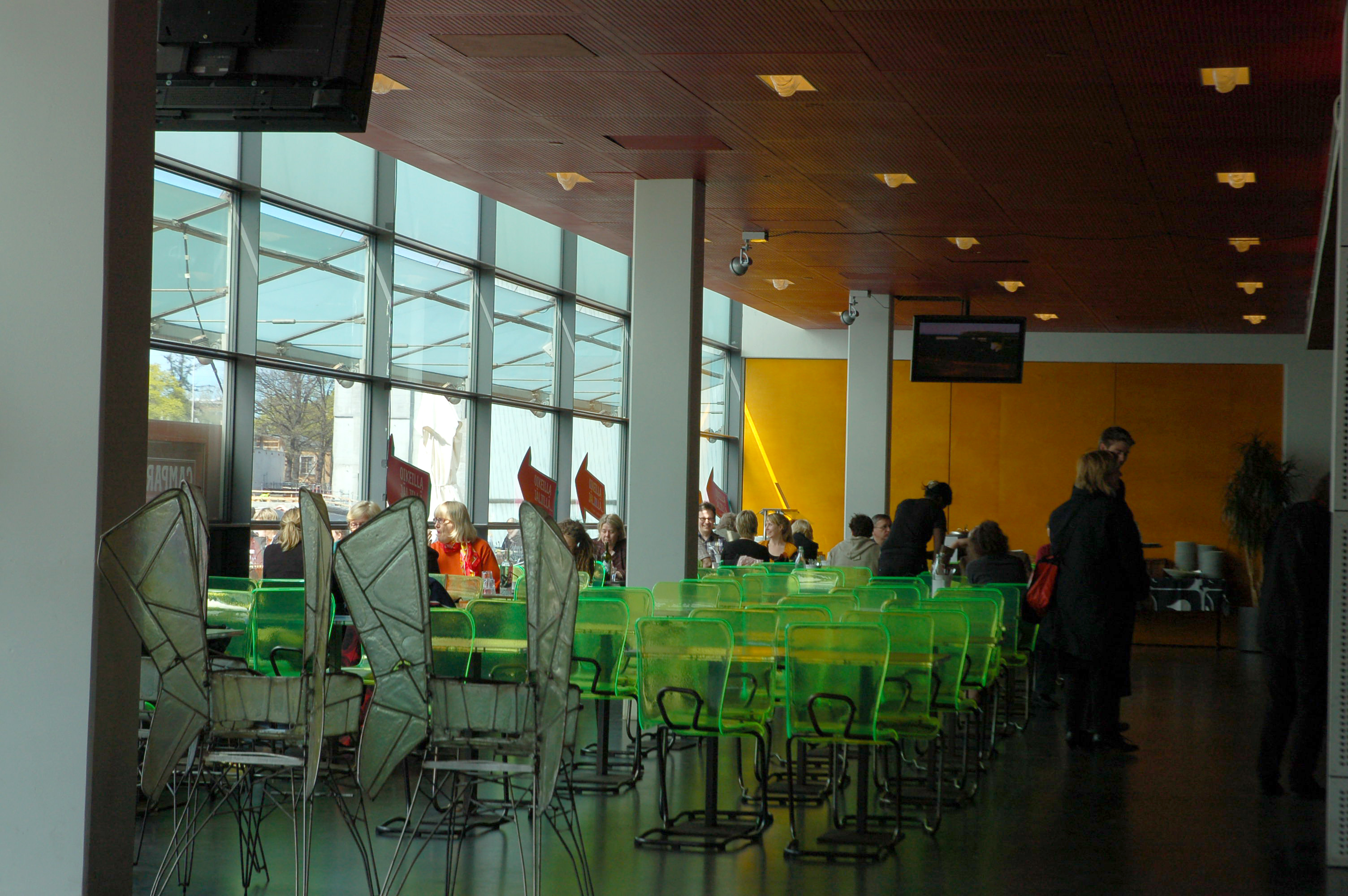
La cafétéria du musée.
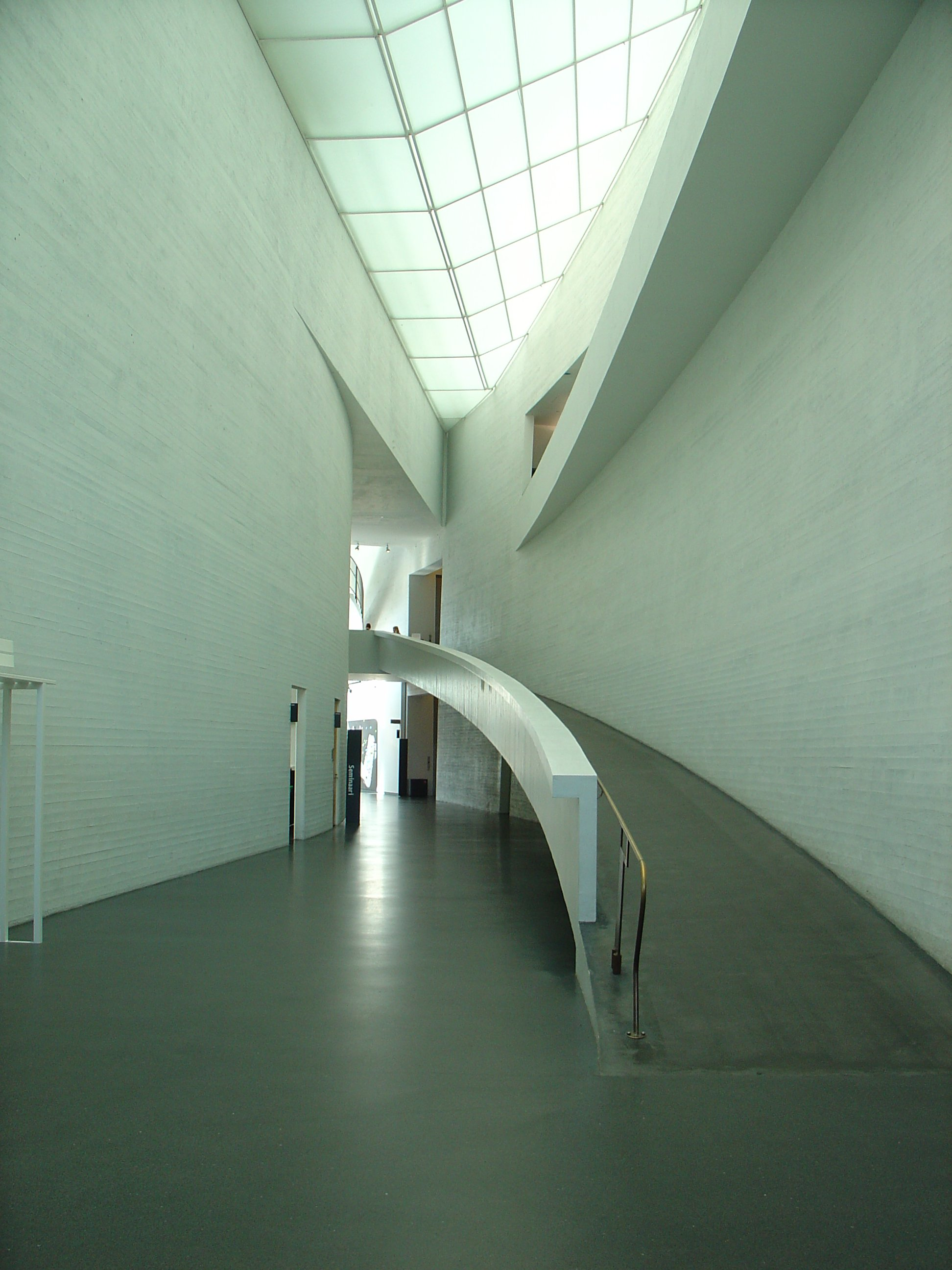
Entrée intérieure du bâtiment Kiasma.

## Collection
La collection d'art contemporain illustre la période des années 1960 à nos jours.

## Visiteurs
La directrice Tuula Karjalainen a déclaré que Kiasma est le musée le plus visité de Finlande et le plus prisé du monde si l'on rapporte son nombre de visiteurs à la population du pays.
Le nombre de visiteurs depuis son ouverture a dépassé les 3 millions en 2011,.
En 2007-2011, Kiasma a accueilli entre 165 000 et 194 000 visiteurs par an,.
En 2010, il est le troisième musée le plus visité de Finlande.
Environ 65 % des visiteurs ont moins de 35 ans et le visiteur est en moyenne 20 ans plus jeune que le visiteur typique d'un Musée d'art.
Environ 30 % des visiteurs sont des étrangers et 20 % viennent de province.